# Biographisches Handbuch zur Geschichte der Region Osnabrück
Das Biographische Handbuch zur Geschichte der Region Osnabrück (BHGRO) ist ein Nachschlagewerk mit Biographien von Persönlichkeiten, die in der Region Osnabrück gewirkt oder zu ihr Bezug gehabt haben. Das Werk mit seinen 324 zum Teil illustrierten Seiten wurde 1990 in der Bearbeitung von dem Historiker Rainer Hehemann vom Landschaftsverband Osnabrücker Land herausgegeben. Dieser dritte Band in der Schriftenreihe Kulturregion Osnabrück des Landschaftsverbandes Osnabrück Land erschien in Bramsche bei Rasch Druckerei und Verlag mit der ISBN 3-922469-49-3 und der ISBN 978-3-922469-49-0.

## Bibliographie
Rainer Hehemann, Landschaftsverband Osnabrück (Hrsg.): Biographisches Handbuch zur Geschichte der Region Osnabrück. herausgegeben vom Landschaftsverband Osnabrück e.V.; Bearbeitet von Rainer Hehemann (= Schriftenreihe Kulturregion Osnabrück des Landschaftsverbandes Osnabrück e.V. [3]). Bramsche, Rasch 1990, ISBN 3-922469-49-3 (324 S.).